# Peter Mansfield
Sir Peter Mansfield, angleški fizik, nobelovec, * 9. oktober 1933, London, Anglija, † 8. februar 2017.

## Življenjepis
Peter Mansfield je leta 1959 diplomiral iz fizike na Univerzi v Londonu, kjer je tri leta pozneje iz istega področja tudi doktoriral. Po dvoletnem podoktorskem izpopolnjevanju na Univerzi Illinoisa (ZDA) se je leta 1964 zaposlil na Univerzi v Nottinghamu (Združeno kraljestvo). Velja za pionirja slikanja z jedrsko magnetno resonanco, danes uveljavljeno neinvazivno tehniko v medicinski diagnostiki. V delu, objavljenem leta 1973, je s sodelavci opisal uporabo gradienta magnetnega polja za slikanje z magnetno resonanco. Leta 1976 je razvil izpopolnjeno tehniko, s katero lahko naenkrat slikamo celo rezino. Za svoja dela je prejel številna priznanja, med drugim leta 1993 plemiški naziv in leta 2003 Nobelovo nagrado za fiziologijo ali medicino.